# Fréquences des touches du piano
Pour les articles homonymes, voir fréquence (homonymie).
Les fréquences des touches du piano indiquées sur cette page sont les fréquences de chaque note (mesurées en hertz) trouvées sur un piano standard avec 88 touches accordées sur le la 440. Cette distribution de fréquences s'appelle la gamme tempérée. Chaque hauteur successive se dérive en multipliant les hauteurs précédentes par la racine douzième de deux. La fréquence est doublée lors du passage d'une octave à l'octave supérieure (ex : la3 (A4) = 440 Hz, la4 (A5) = 880 Hz) et la fréquence est multipliée par environ 1,5 lors du passage d'une note à la quinte (ex : ré3 (D4) = 293,66 Hz, la3 (A4) = 440 Hz). La notation « latine » est utilisée depuis le XIIe siècle dans les pays latins alors que la notation « grégorienne » ou « anglo-allemande » (plus ancienne) est actuellement utilisée dans les pays anglo-germaniques et la plus largement utilisée en Jazz, Pop et Rock.
Il faut noter qu'en raison de l'inharmonicité du piano, des corrections importantes (jusqu'à 2%) doivent être apportées lors de l'accord du piano, particulièrement dans les octaves extrêmes. Les appareils et logiciels dédiés à l'accord du piano ont généralement des fonctions de mesure de l'inharmonicité propre au piano à accorder, en vue de corriger les fréquences.

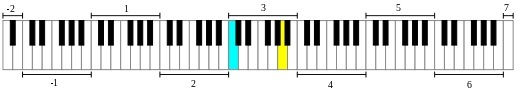
Les 88 touches d'un piano, avec les octaves numérotées. Le do central (do^{3} - C4) figure en cyan, le la 440 (la^{3} - A4) en jaune. Les octaves -1 et -2 sont aussi nommés 0 et -1 dans les pays latins.

## Piano virtuel
| Numéro de touche | Notation            | Notation | Notation                      | Notation  | Fréquence (Hz) |
| Numéro de touche | MIDI (Général midi) | latine   | anglo-allemande (grégorienne) | allemande | Fréquence (Hz) |
| ---------------- | ------------------- | -------- | ----------------------------- | --------- | -------------- |
| 88               | C7                  | do7      | C8                            | c'''''    | 4 186,01       |
| 87               | B6                  | si6      | B7                            | h''''     | 3 951,07       |
| 86               | A6 ou B6            | la 6     | A7 ou B7                      | b''''     | 3 729,31       |
| 85               | A6                  | la6      | A7                            | a''''     | 3 520          |
| 84               | G6 ou A6            | sol 6    | G7 ou A7                      | gis''''   | 3 322,44       |
| 83               | G6                  | sol6     | G7                            | g''''     | 3 135,96       |
| 82               | F6 ou G6            | fa 6     | F7 ou G7                      | fis''''   | 2 959,96       |
| 81               | F6                  | fa6      | F7                            | f''''     | 2 793,83       |
| 80               | E6                  | mi6      | E7                            | e''''     | 2 637,02       |
| 79               | D6 ou E6            | ré 6     | D7 ou E7                      | dis''''   | 2 489,02       |
| 78               | D6                  | ré6      | D7                            | d''''     | 2 349,32       |
| 77               | C6 ou D6            | do 6     | C7 ou D7                      | cis''''   | 2 217,46       |
| 76               | C6                  | do6      | C7                            | c''''     | 2 093          |
| 75               | B5                  | si5      | B6                            | h'''      | 1 975,53       |
| 74               | A5 ou B5            | la 5     | A6 ou B6                      | b'''      | 1 864,66       |
| 73               | A5                  | la5      | A6                            | a'''      | 1 760          |
| 72               | G5 ou A5            | sol 5    | G6 ou A6                      | gis'''    | 1 661,22       |
| 71               | G5                  | sol5     | G6                            | g'''      | 1 567,98       |
| 70               | F5 ou G5            | fa 5     | F6 ou G6                      | fis'''    | 1 479,98       |
| 69               | F5                  | fa5      | F6                            | f'''      | 1 396,91       |
| 68               | E5                  | mi5      | E6                            | e'''      | 1 318,51       |
| 67               | D5 ou E5            | ré 5     | D6 ou E6                      | dis'''    | 1 244,51       |
| 66               | D5                  | ré5      | D6                            | d'''      | 1 174,66       |
| 65               | C5 ou D5            | do 5     | C6 ou D6                      | cis'''    | 1 108,73       |
| 64               | C5                  | do5      | C6                            | c'''      | 1 046,5        |
| 63               | B4                  | si4      | B5                            | h''       | 987,767        |
| 62               | A4 ou B4            | la 4     | A5 ou B5                      | b''       | 932,328        |
| 61               | A4                  | la4      | A5                            | a''       | 880            |
| 60               | G4 ou A4            | sol 4    | G5 ou A5                      | gis''     | 830,609        |
| 59               | G4                  | sol4     | G5                            | g''       | 783,991        |
| 58               | F4 ou G4            | fa 4     | F5 ou G5                      | fis''     | 739,989        |
| 57               | F4                  | fa4      | F5                            | f''       | 698,456        |
| 56               | E4                  | mi4      | E5                            | e''       | 659,255        |
| 55               | D4 ou E4            | ré 4     | D5 ou E5                      | dis''     | 622,254        |
| 54               | D4                  | ré4      | D5                            | d''       | 587,33         |
| 53               | C4 ou D4            | do 4     | C5 ou D5                      | cis''     | 554,365        |
| 52               | C4 (en)             | do4      | C5                            | c''       | 523,251        |
| 51               | B3                  | si3      | B4                            | h'        | 493,883        |
| 50               | A3 ou B3            | la 3     | A4 ou B4                      | b'        | 466,164        |
| 49               | A3                  | la3      | A4                            | a'        | 440            |
| 48               | G3 ou A3            | sol 3    | G4 ou A4                      | gis'      | 415,305        |
| 47               | G3                  | sol3     | G4                            | g'        | 391,995        |
| 46               | F3 ou G3            | fa 3     | F4 ou G4                      | fis'      | 369,994        |
| 45               | F3                  | fa3      | F4                            | f'        | 349,228        |
| 44               | E3                  | mi3      | E4                            | e'        | 329,628        |
| 43               | D3 ou E3            | ré 3     | D4 ou E4                      | dis'      | 311,127        |
| 42               | D3                  | ré3      | D4                            | d'        | 293,665        |
| 41               | C3 ou D3            | do 3     | C4 ou D4                      | cis'      | 277,183        |
| 40               | C3                  | do3      | C4 (en)                       | c'        | 261,626        |
| 39               | B2                  | si2      | B3                            | h         | 246,942        |
| 38               | A2 ou B2            | la 2     | A3 ou B3                      | b         | 233,082        |
| 37               | A2                  | la2      | A3                            | a         | 220            |
| 36               | G2 ou A2            | sol 2    | G3 ou A3                      | gis       | 207,652        |
| 35               | G2                  | sol2     | G3                            | g         | 195,998        |
| 34               | F2 ou G2            | fa 2     | F3 ou G3                      | fis       | 184,997        |
| 33               | F2                  | fa2      | F3                            | f         | 174,614        |
| 32               | E2                  | mi2      | E3                            | e         | 164,814        |
| 31               | D2 ou E2            | ré 2     | D3 ou E3                      | dis       | 155,563        |
| 30               | D2                  | ré2      | D3                            | d         | 146,832        |
| 29               | C2 ou D2            | do 2     | C3 ou D3                      | cis       | 138,591        |
| 28               | C2                  | do2      | C3                            | c         | 130,813        |
| 27               | B1                  | si1      | B2                            | H         | 123,471        |
| 26               | A1 ou B1            | la 1     | A2 ou B2                      | B         | 116,541        |
| 25               | A1                  | la1      | A2                            | A         | 110            |
| 24               | G1 ou A1            | sol 1    | G2 ou A2                      | Gis       | 103,826        |
| 23               | G1                  | sol1     | G2                            | G         | 97,9989        |
| 22               | F1 ou G1            | fa 1     | F2 ou G2                      | Fis       | 92,4986        |
| 21               | F1                  | fa1      | F2                            | F         | 87,3071        |
| 20               | E1                  | mi1      | E2                            | E         | 82,4069        |
| 19               | D1 ou E1            | ré 1     | D2 ou E2                      | Dis       | 77,7817        |
| 18               | D1                  | ré1      | D2                            | D         | 73,4162        |
| 17               | C1 ou D1            | do 1     | C2 ou D2                      | Cis       | 69,2957        |
| 16               | C1                  | do1      | C2                            | C         | 65,4064        |
| 15               | B0                  | si-1     | B1                            | H1        | 61,7354        |
| 14               | A0 ou B0            | la -1    | A1 ou B1                      | B1        | 58,2705        |
| 13               | A0                  | la-1     | A1                            | A1        | 55             |
| 12               | G0 ou A0            | sol -1   | G1 ou A1                      | Gis1      | 51,9130        |
| 11               | G0                  | sol-1    | G1                            | G1        | 48,9995        |
| 10               | F0 ou G0            | fa -1    | F1 ou G1                      | Fis1      | 46,2493        |
| 9                | F0                  | fa-1     | F1                            | F1        | 43,6536        |
| 8                | E0                  | mi-1     | E1                            | E1        | 41,2035        |
| 7                | D0 ou E0            | ré -1    | D1 ou E1                      | Dis1      | 38,8909        |
| 6                | D0                  | ré-1     | D1                            | D1        | 36,7081        |
| 5                | C0 ou D0            | do -1    | C1 ou D1                      | Cis1      | 34,6479        |
| 4                | C0                  | do-1     | C1                            | C1        | 32,7032        |
| 3                | B-1                 | si-2     | B0                            | H2        | 30,8677        |
| 2                | A-1 ou B-1          | la -2    | A0 ou B0                      | B2        | 29,1353        |
| 1                | A-1                 | la-2     | A0                            | A2        | 27,5           |

Le Do moyen se situe à la 40ème touche du piano